# John Friedlander
John Benjamin Friedlander (Toronto, 4 de outubro de 1941) é um matemático canadense. Trabalha com teoria analítica dos números.
Em 1997, juntamente com Henryk Iwaniec, provou que infinitos números primos podem ser obtidos como soma de uma potência de dois e uma potência de quatro: a2 + b4.